# Jef Tavernier
Jef Tavernier (ur. 1 listopada 1951 w Aalter) – belgijski i flamandzki polityk oraz nauczyciel, parlamentarzysta, w latach 2002–2003 wicepremier i minister w rządzie federalnym.

## Życiorys
Absolwent ekonomii oraz urbanistyki i zagospodarowania przestrzennego na Uniwersytecie w Gandawie. Pracował jako nauczyciel w szkołach średnich, a od 2004 jako wykładowca na macierzystej uczelni.
W 1981 był jednym z założycieli partii Agalev, przekształconej później w Groen. Opuścił to ugrupowanie po blisko 30 latach działalności w 2010. W 1983 po raz pierwszy uzyskał mandat radnego Aalter, wykonywał go z przerwami przez kilka kadencji, po raz ostatni wybrany w 2006. W latach 1991–1995 był członkiem federalnego Senatu, od 1992 jednocześnie zasiadał w Radzie Flamandzkiej. W 1995 i 1999 uzyskiwał mandat posła do Izby Reprezentantów, gdzie przewodniczył frakcji poselskiej swojego ugrupowania.
W sierpniu 2002 zastąpił Magdę Aelvoet na stanowiskach wicepremiera oraz ministra spraw konsumentów, zdrowia publicznego i środowiska w pierwszym rządzie Guya Verhofstadta. Urzędy te sprawował do lipca 2003. Od lutego do lipca 2004 był ministrem środowiska, rolnictwa i rozwoju w rządzie Regionu Flamandzkiego. W kadencji 2004–2009 wchodził w skład Parlamentu Flamandzkiego.